# Comicus campestris
Comicus campestris är en insektsart som beskrevs av Irish 1986. Comicus campestris ingår i släktet Comicus och familjen Schizodactylidae. Inga underarter finns listade i Catalogue of Life.